# 데이지 케년
데이지 케년(Daisy Kenyon)은 미국에서 제작된 오토 프레밍거 감독의 1947년 영화이다. 조안 크로포드 등이 주연으로 출연하였고 오토 프레밍거 등이 제작에 참여하였다.

## 출연

### 주연
- 조안 크로포드
- 데이나 앤드루스

### 조연
- 헨리 폰다
- 루스 워릭
- 페기 앤 가너
- 코니 마셜
- 아트 베이커

## 제작진
- 의상: 찰스 르 마리